# Hall of the Mountain King
Hall of the Mountain King —en español: Salón del rey de la montaña— es el quinto álbum de estudio de la banda estadounidense de heavy metal Savatage y fue publicado en 1987 por Atlantic Records en formato de disco de vinilo, casete y disco compacto.   Fue relanzado en 1997, 2002 y 2011 por las compañías Edel Music, SPV GmbH y EarMusic respectivamente.

## Grabación y publicación
Este álbum fue grabado durante el año de 1987, en los estudios Record Plant de Nueva York, Nueva York, Estados Unidos y producido por la misma banda, junto con Paul O'Neill.  Fue publicado en septiembre del mismo año.

## Recepción
Al igual que su antecesor, Hall of the Mountain King entró en los listados de Billboard, llegando a la 116.ª posición del Billboard 200, convirtiéndose en el disco de la banda que más alto logró ubicarse en dicha lista.

## Crítica
Geoff Orens de Allmusic le otorgó una calificación de cuatro estrellas de cinco posibles a este disco y mencionó en su reseña que «Hall of the Mountain King contenía ‹feroces› riffs de guitarra, numerosos cambios de tiempo y voces muy altas y que debido a ello, Savatage había logrado una producción decente después de dos intentos de imponer un estilo musical».  También señaló que «canciones como «Devastation», «Legions» y el mismo tema homónimo del álbum sonaban tan confiables y fuertes en comparación a sus álbumes anteriores», mientras que a «Strange Wings» la tachó de ‹comercial›. Destacó además el trabajo del bajista Johnny Lee Middleton y el batería Steve Wacholz. Para terminar, Orens sentenció que «para los fanáticos del estilo más progresivo de Savatage puedan no disfrutar el primer trabajo en los inicios, pero que es un buen lugar para comenzar».

## Relanzamientos
Las disqueras Edel Music, SPV GmbH y EarMusic republicaron por separado este álbum en formato de disco compacto en los años de 1997, 2002 y 2011.  El primero enlistaba el tema «Stay», una canción inédita. La segunda reedición contenía dos temas extras: «Hall of the Mountain King» y «Devastation», ambos en vivo. Por último, la del 2011 numeraba dos pistas adicionales en versión acústica.

## Lista de canciones

### Versión original de 1987
| Cara A |                                |                                                               |                                           |          |  |
| N.º    | Título                         | Escritor(es)                                                  | Traducción al español                     | Duración |  |
| 1.     | «24 Hours Ago»                 | Jon Oliva / Criss Oliva / Johnny Lee Middleton / Paul O'Neill | «Hace 24 horas»                           | 4:56     |  |
| 2.     | «Beyond the Doors of the Dark» | Jon Oliva                                                     | «Más allá de las puertas de la oscuridad» | 5:07     |  |
| 3.     | «Legions»                      | J. Oliva / C. Oliva                                           | «Legiones»                                | 4:57     |  |
| 4.     | «Strange Wings»                | J. Oliva / C. Oliva / O'Neill                                 | «Alas extrañas»                           | 3:45     |  |

| Cara B |                                     |                                           |                               |          |  |
| N.º    | Título                              | Escritor(es)                              | Traducción al español         | Duración |  |
| 5.     | «Prelude to Madness» (instrumental) | Edward Grieg / J. Oliva / C. Oliva        | «Preludio a la locura»        | 3:13     |  |
| 6.     | «Hall of the Mountain King»         | J. Oliva / C. Oliva / Middleton / O'Neill | «Salón del rey de la montaña» | 5:55     |  |
| 7.     | «The Price You Pay»                 | J. Oliva / C. Oliva / Steve Wacholz       | «El precio que pagas»         | 3:51     |  |
| 8.     | «White Witch»                       | J. Oliva / C. Oliva                       | «Bruja blanca»                | 3:31     |  |
| 9.     | «Last Dawn» (instrumental)          | Criss Oliva                               | «Último alba»                 | 1:07     |  |
| 10.    | «Devastation»                       | J. Oliva / C. Oliva                       | «Devastación»                 | 3:37     |  |
| 40:07  |                                     |                                           |                               |          |  |

### Reedición de 1997
| Side one |        |                               |                       |          |  |
| N.º      | Título | Escritor(es)                  | Traducción al español | Duración |  |
| 1.       | «Stay» | J. Oliva / C. Oliva / O'Neill | «Permanecer»          | 2:48     |  |
| 42:55    |        |                               |                       |          |  |

### Reedición de 2002
| Side one |                             |                               |                               |          |  |
| N.º      | Título                      | Escritor(es)                  | Traducción al español         | Duración |  |
| 11.      | «Hall of the Mountain King» | J. Oliva / C. Oliva / Wacholz | «Salón del rey de la montaña» | 6:00     |  |
| 12.      | «Devastation» (en vivo)     | J. Oliva / C. Oliva           | «Devastación»                 | 3:36     |  |
| 49:43    |                             |                               |                               |          |  |

### Reedición de 2011
| Side one |                                                            |                               |                                           |          |  |
| N.º      | Título                                                     | Escritor(es)                  | Traducción al español                     | Duración |  |
| 11.      | «Castles Burning» (versión acústica)                       | J. Oliva / O'Neill            | «Castillos ardiendo»                      | 4:04     |  |
| 12.      | «Somewhere in Time / Alone You Breathe» (versión acústica) | J. Oliva / C. Oliva / O'Neill | «En algún lugar a tiempo / Respiras sola» | 4:30     |  |
| 48:41    |                                                            |                               |                                           |          |  |

## Créditos

### Savatage
- Jon Oliva — voz principal y piano
- Criss Oliva — guitarra
- Johnny Lee Middleton — bajo y coros
- Steve Wacholz — batería y percusiones

### Músicos adicionales
- Robert Kinkel — teclados
- Ray Gillen — coros (en la canción «Strange Wings»)
- Chris Caffery — guitarra (solamente durante las giras de la banda)

### Personal de producción
- Paul O'Neill — productor y arreglos musicales
- James A. Ball — ingeniero de sonido
- Joe Henahan — ingeniero asistente
- Jack Skinner — masterización
- Gary Smith — director artístico y concepto del arte de portada
- Bob Defrin — director artístico

## Listas
| Año  | País           | Lista         | Posición máxima |
| ---- | -------------- | ------------- | --------------- |
| 1987 | Estados Unidos | Billboard 200 | 116.º           |

## En la cultura popular
La canción «Hall of the Mountain King» aparece en el videojuego de Electronic Arts Brütal Legend.